# Fennera chacei
Fennera chacei är en kräftdjursart som beskrevs av Lipke Bijdeley Holthuis 1951. Fennera chacei ingår i släktet Fennera och familjen Palaemonidae. Inga underarter finns listade i Catalogue of Life.